# Indsam
Indsam var en paraplyorganisation for organisationer vedrørende flygtninge og indvandrere. Organisationen opstod i 1981, da en gruppe foreninger brød ud af paraplyorganisationen Indvandrernes Landsorganisation (oprettet 1976). Indsam var talerør for etniske mindretal i Danmark og arbejdede for ligeværd, forståelse og respekt. Indsam begærede sig selv konkurs og lukkede i 2003. Denne konkurs skyldtes, at organisationen efter rod i regnskaberne fik frataget sit statstilskud.